# سامانه کمک‌راننده پیشرفته
سامانه کمک‌راننده پیشرفته یا سیستم پیشرفته همیار راننده که آداس (ADAS) نیز نامیده می‌شود، به هر مجموعه از فناوری‌های الکترونیکی گفته می‌شود که به رانندگان در رانندگی و پارک کردن کمک می‌کند. این سامانه به‌کمک رابط امن انسان-ماشین، ایمنی جاده و خودرو را افزایش می‌دهد. کمک‌راننده پیشرفته از فناوری خودکار همانند حسگرها و دوربین‌ها برای تشخیص خطاهای راننده یا موانع نزدیک استفاده می‌کند و به آنها پاسخ می‌دهد. کمک‌راننده پیشرفته می‌تواند بسته به ویژگی‌های تعبیه‌شده در خودرو سطوح مختلفی از رانندگی خودکار را فعال کند.
از آنجایی که بیشتر تصادف‌های جاده‌ای به دلیل خطای انسانی اتفاق می‌افتند، سامانه کمک‌راننده پیشرفته برای خودکارسازی، سازگاری و ارتقای فناوری خودرو برای رانندگی بهتر و ایمن توسعه داده شده‌است. ثابت شده‌است که کمک‌راننده پیشرفته، تلفات جاده‌ای را با به حداقل رساندن خطای انسانی کاهش می‌دهد. قابلیت‌های ایمنی طراحی شده‌اند تا از تصادف‌ها و برخوردها، با ارائه فناوری‌هایی که به راننده در مورد مشکلات هشدار می‌دهند، حفاظ‌ها را اجرا می‌کنند و در صورت نیاز کنترل خودرو را به‌دست می‌کیرند، جلوگیری کنند. قابلیت‌های تطبیقی می‌توانند نور را خودکار کنند، کنترل پیمایش سازگار را افراهم کنند، به جلوگیری از برخوردها کمک کنند، جهت‌یابی ماهواره‌ای و هشدارهای ترافیکی را در خود بگنجانند، به رانندگان در مورد موانع احتمالی هشدار دهند، به خروج از مسیر و حرکت مستقیم کمک کنند، مسیریابی کمکی با تلفن‌های هوشمند را ارائه دهند و قابلیت‌های دیگری را فراهم کنند.
طبق یک گزارش تحقیقاتی در سال ۲۰۲۱ از کانالیز، تقریباً ۳۳ درصد از وسایل نقلیه جدید که در ایالات متحده، اروپا، ژاپن و چین فروخته شدند، قابلیت‌های سامانه کمک‌راننده پیشرفته را داشتند. این شرکت همچنین پیش‌بینی کرد که پنجاه درصد از خودروهای موجود در جاده‌ها تا سال ۲۰۳۰ دارای این سامانه خواهند بود.

## واژه‌شناسی
بعضی گروه‌ها از استانداردسازی این نام حمایت می‌کنند، مانند اخطار برخورد از جلو و ترمز اضطراری خودکار به جای هشدار برخورد از جلو یا پشتیبانی ترمز شهری هوشمند.
چنین استانداردسازی‌هایی توسط AAA, JD Power و SAE International ترویج شده‌اند.

## مفهوم، تاریخ و توسعه
آداس اولین بار در دهه ۱۹۷۰ با استفاده از سامانه ترمز ضدقفل استفاده شد. خیلی زود آداس کنترل پایداری الکترونیکی، ترمزهای ضدقفل، سامانه‌های اطلاعات نقاط کور، هشدار خروج از خط، کروز کنترل تطبیقی و کنترل کشش را شامل شد. این سامانه‌ها می‌توانند با تنظیمات تراز مکانیکی یا آسیب ناشی از یک برخورد تحت تأثیر قرار گیرند. این امر سبب شده‌است تا سازندگان زیادی بعد از انجام یک تراز مکانیکی، نیازمند تنظیم مجدد خودکار این سامانه‌ها باشند.

## مفاهیم فنی
با تکیه بر داده‌هایی که محیط بیرون خودرو را نمایش می‌دهند، در مقایسه با داده‌های داخلی، آداس را از دیگر سامانه‌های کمک راننده متمایز می‌کند. آداس به منابع داده‌های متعددی مثل تصویربرداری خودرو، رادار، پردازش تصویر، بینایی رایانه‌ای و شبکه داخلی خودرو متکی است. ورودی‌های بیشتری نیز از منابع دیگر جدا از پلتفرم اولیه وسیله نقلیه از جمله وسایل نقلیه دیگر و زیرساخت امکان‌پذیر است. خودروهای مدرن آداس را به وسایل الکترونیکی خود افزوده‌اند. تولیدکنندگان می‌توانند از طریق بروزرسانی هوایی، ویژگی‌های جدید را در فرایند طراحی یا پس از تولید اضافه کنند.
سامانه‌های کمک راننده پیشرفته سامانه‌های بی‌درنگ هستند چون به ورودی‌های متعدد به سرعت واکنش نشان می‌دهند و اطلاعات ورودی را اولویت‌بندی می‌کنند تا از حوادث جلوگیری کنند. سامانه‌ها از زمان‌بندی اولویت‌های پیشگیرانه استفاده می‌کنند تا تشخیص بدهند ابتدا کدام کار باید انجام شود.
تشخیص اشتباه این اولویت هامی‌تواند بیشتر از اینکه سودمند باشد، مضر باشد.

## سطوح و مراتب ADAS(آداس)
سامانه‌های پیشرفته کمک راننده بر اساس میزان اتوماسیون و مقیاس ارائه‌شده توسط انجمن مهندسان خودرو به سطوح مختلفی تقسیم می‌شوند. آداس می‌تواند به پنج سطح تقسیم شود. در سطح ۰، آداس نمی‌تواند ماشین را کنترل کند و فقط می‌تواند اطلاعاتی را برای رانندگان فراهم کند تا خودشان تفسیر کنند. برخی سامانه‌هایی که سطح ۰ شناخته می‌شوند عبارتند از: سنسورهای پارک، نمای فراگیر، تشخیص علائم راهنمایی و رانندگی، هشدار خروج از لاین، دید در شب، سامانه اطلاعات نقاط کور، هشدار ترافیک پشت و برخورد از روبرو. سطوح ۱ و ۲ از این جهت خیلی به هم شبیه هستند که در هر دو بیشتر تصمیم‌گیری‌ها با راننده است. تفاوتشان این است که سطح ۱می‌تواند فقط کنترل یک عملکرد را برعهده بگیرد و سطح ۲ چندین کار را برای کمک به راننده انجام می‌دهد. سامانه‌هایی که به عنوان سطح ۱ شناخته می‌شوند عبارتند از: کروز کنترل تطبیقی، کمک ترمز اضطراری، کمک ترمز اضطراری خودکار، حفظ بین خطوط و خط وسط. سامانه‌هایی که سطح ۲ در نظر گرفته می‌شوند: کمک در بزرگراه، اجتناب از موانع مستقل، و پارک خودکار. از سطح ۳ تا ۵، میزان کنترل وسیله نقلیه افزایش می‌یابد. سطح ۵ جایی است که وسیله نقلیه کاملاً مستقل است. برخی از این سامانه‌ها هنوز به‌طور کامل در خودروهای تجاری تعبیه نشده‌اند. به عنوان نمونه، راننده بزرگراه، سامانه سطح ۳ است و پارک خودکار سامانه سطح ۴ است که هر دو در سال ۲۰۱۹ به‌طور کامل مورد استفاده تجاری قرار نگرفتند. سطوح رامی‌توان با عناوین زیر شناخت:
سطح ۰ - بدون خودکار، سطح ۱ - کنترل مشترک، سطح ۲ - بدون دخالت دست، سطح ۳ - چشم بسته، سطح ۴ - بدون فکر و سطح ۵ - فرمان اختیاری.